# مقاطعة بلانسكو
مقاطعة بلانسكو (بالتشيكية: Okres Blansko)‏ هي مقاطعة (أوكريس) في إقليم جنوب مورافيا في جمهورية التشيك.
عاصمة هذه المقاطعة هي بلانسكو.

## اقرأ أيضاً
- مقاطعات جمهورية التشيك